# Westendtower
La Westendtower o Kronenhochhaus és un gratacel localitzat a la zona central de la ciutat de Frankfurt del Main (Alemanya). Aquest edifici mesura 208 metres.